# Божидар Дреновац
Божидар Дреновац (Ћуприја, 2. јануар 1922 — 24. јул 2003) био је југословенски и српски фудбалер.

## Каријера
Са четрнаест година је играо у омладинској екипи београдске Југославије, првотимац у сезони 1938/39. После Другог светског рата, каријеру је наставио у Црвеној звезди (35 утакмица / 4 гола). У Партизану је завршио играчку каријеру (79 утакмица / 20 голова), а са црно белима је освојио и шампионат државе 1949. године.
Играо је у три репрезентативне селекције, четири утакмице за градску селекцију Београда, једна за омладинску репрезентацију и једна за А репрезентацију Југославије — 1947. против Албаније (резултат 4:2) у Тирани на Балканском купу.
Завршио је економију, али се фудбала никад није одрекао. Као тренер радио је у Тунису, Грчкој, Кувајту, Уједињеним Арапском Емиратима, Либији, односно југословенским клубовима — зенички Челик, ОФК Београд, Борац из Бањалуке и никшићка Сутјеска.